# Kuchnia pomorska

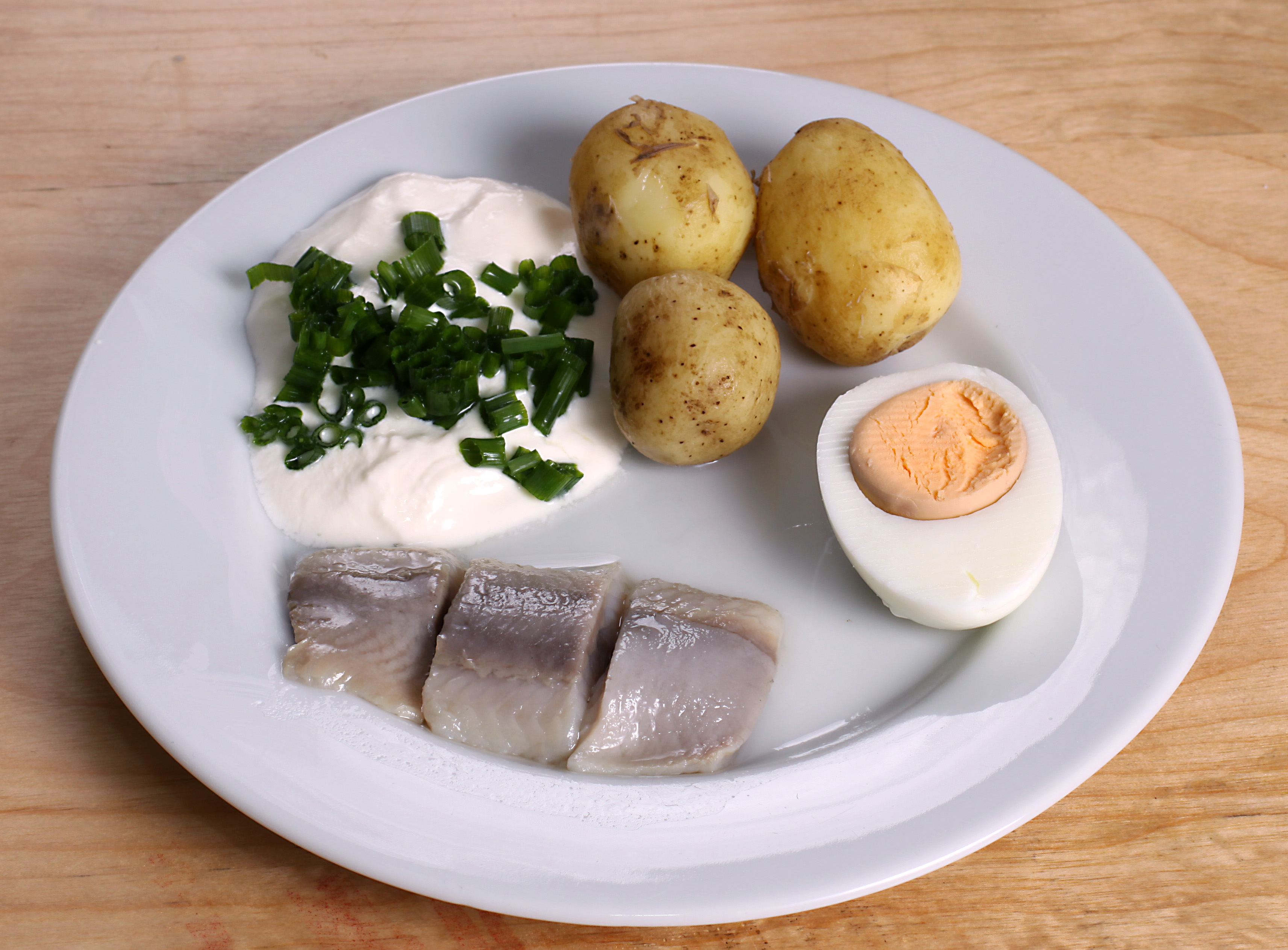
Kuchnia pomorska ze śledziami a la Bismarck

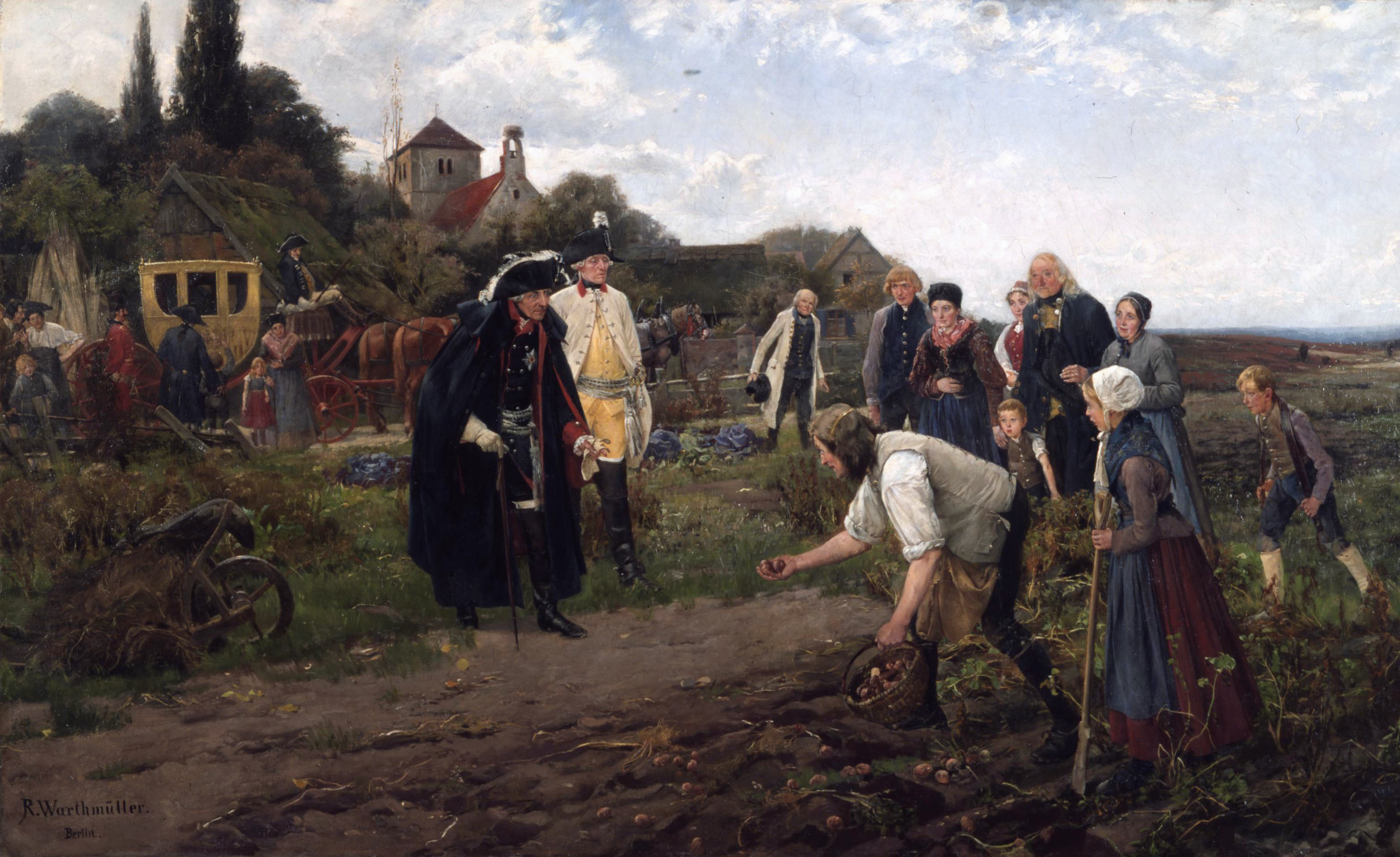
Król Fryderyk II dogląda pole ziemniaków, obraz Roberta Warthmüllera; w głębi kościół w Dargomyślu.

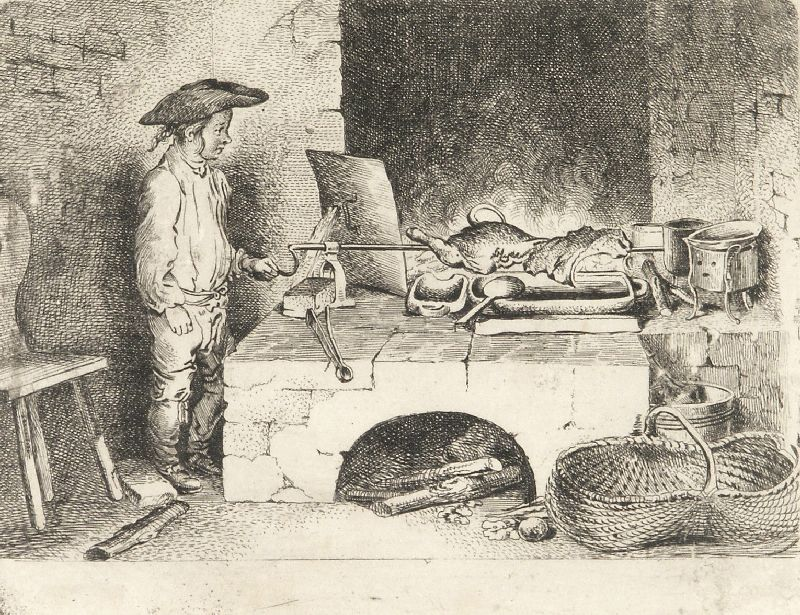
Daniel Chodowiecki - Chłopiec przy rożnie

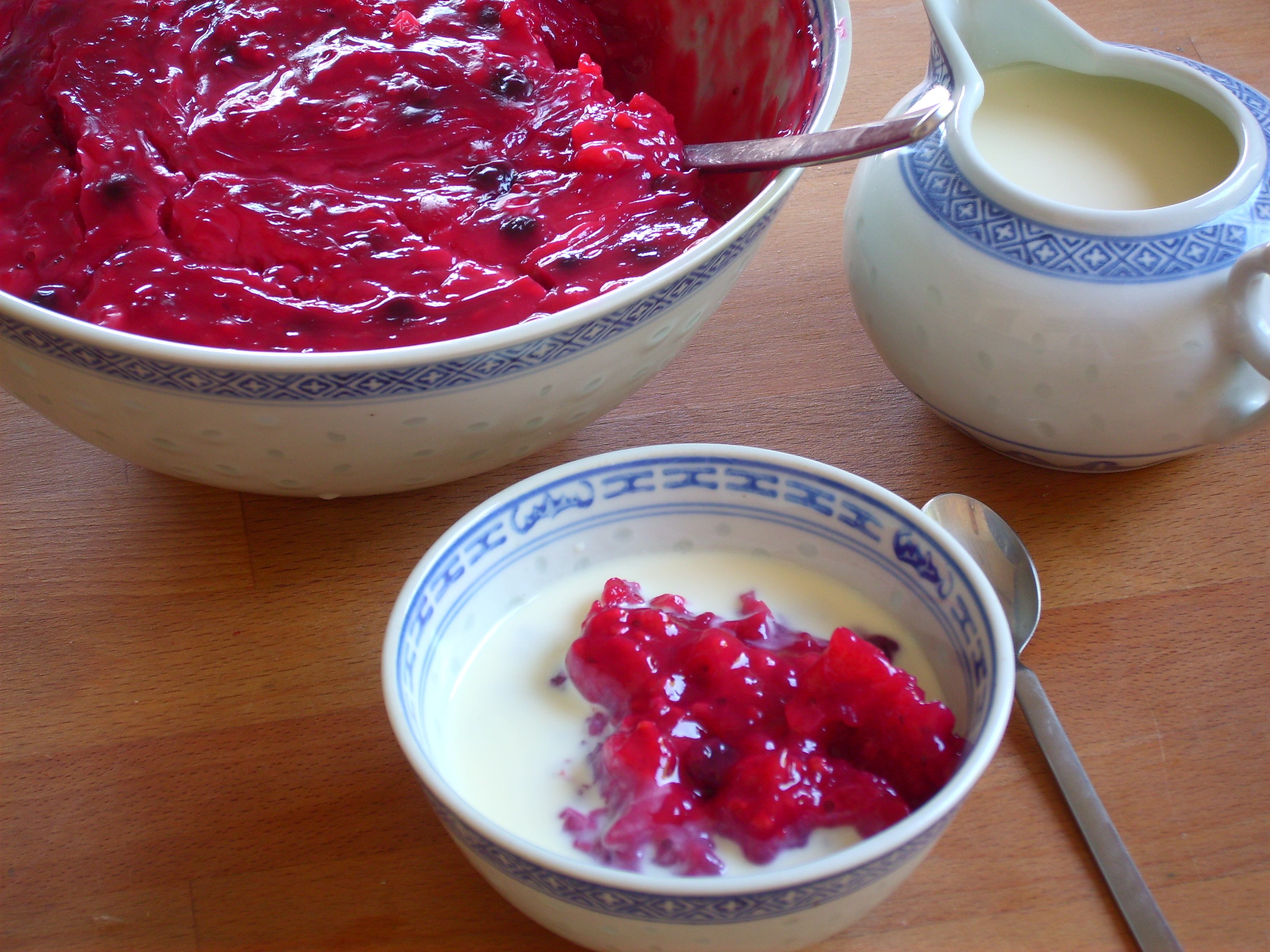
Rote Grütze („czerwona kaszka”) - słodki deser na bazie mąki ziemniaczanej, czereśni, wiśni lub truskawek

Kuchnia pomorska – regionalna kuchnia terenów wchodzących w skład prowincji pomorskiej, stanowiąca mieszankę kuchni ludności posługujących się językiem niemieckim, pomorskim z wpływami kuchni szwedzkiej i duńskiej i innych.

## Historia
Kuchnia ta wyrosła w części nadmorskiej w miejscu dawnych osad żeglarzy i rybaków  należących do Słowińców, Połabian, Kaszubów, Niemców i Szwedów, na południu, w pasie Pojezierza Bałtyckiego to kuchnia pomorskich rolników, gdzie do głównych upraw należała rzepa, buraki cukrowe, ziemniaki oraz hodowla drobiu.  W aspekcie kulinarno-gastronomicznym związana jest z letniskową funkcją wielu osad, które od początku XIX wieku gościć będą wielu wczasowiczów.
W dawnych czasach na Pomorzu jadano to co wyhodowano, zebrano z pól, lasów złowiono w jeziorach, rzekach i na morzu. W XII wiecznym przekazie zamieszczonym w Żywocie św. Ottona autorstwa mnicha Herborda, dziejopis wspomina o Pomorzanach, że "... stół ich nigdy pusty, nigdy bez nakrycia. Stół zawsze tam jest pełen wszystkiego co potrzebne do picia i do jedzenia".
W codziennej kuchni były przeważnie ryby morskie lub słodkowodne, które sporządzano w prosty sposób. Na pełnym morzu poławiano drapieżnego dorsza. Przy nabrzeżach łowiono leszcza, płocie, okonie oraz flądry i śledzia a w ciepłe wieczory węgorze.
Wśród XIX wiecznych potraw nadmorskich osad popularne były wędzone węgorze, łososie, marynowane śledzie a nawet mewie jaja. Jednak najpopularniejszym daniem były flądry gotowane w jednym garnku razem z kartoflami. Poza flądrami spożywano również duże ilości śledzi solonych.  We współczesnym Duninowie koło Ustki znajduje się  największa w Europie przetwórnia łososia.
Joachim von Kürenberg tak opisuje dworsko-mieszczańską kuchnią na dworze Kanclerza Prus w Warcinie;.

Joachim von Kürenberg - Stół przypominał wystawę produktów żywnościowych na targach rolniczych. Sery wielkie jak koła od wozu, zimne kotlety, grzyby i jaja czajek na stole. Do tego długie jak ramię kiełbasy, wątrobianka z Darłowa, wędzone ryby ze Słupska, masło w dużych blokach, oraz wielkie piersi wędzonych gęsi.

O specyfice tej kuchni decydowały nie tylko ziemniaki, ale też ryby morskie i słodkowodne, popularne na miejscowych straganach oraz stara tradycja rybaczenia, połowów na własny użytek na niekoniecznie własnych akwenach.
Po świniobiciu pojawiało się więcej mięsa, z którego robiono szynki surowe i wędzone, podwędzaną wątrobiankę oraz  serwolatkę, przypominającą obecną kiełbasę jałowcową.
Do specjalności należały też półgęski, które razem z szynką jadało się tylko w niedzielę.
Obiad na Pomorzu zaczynał się o godz. 12 i składał najczęściej z jednego dania - zupy, np. grochówki, fasolowej kwaśny bonk (zupa fasolowa na słodko-kwaśno), krupniku, kartoflanki, brukwi, w zależności od zamożności gospodyni również z wkładką mięsną. W piątki obiady był postne, zupy, grzybowa, rybna, kartoflanka a na drugie danie makarony, śledzie, naleśniki z marmoladą, ziemniaki z jajami sadzonymi. Na Kaszubach z zup jada się dalej miodny, bardzo popularna jest zupę z żełttech wreków czyli brukwi, zócerke z obóną, brzodową i czórnine;.
Przed pierwszą wojną światową sławne stały się również we Francji wędzone szprotki pochodzące ze Słupska.
Nad brzegami Bałtyku popularnością cieszą się wędzone na gorąco śledzie bałtyckie -  polski pikling (Bydlinek), szwedzki böckling czy niemiecki bückling. Z Bornholmu pochodzą śledzie nazywane bornholmer sild.
Klimat rybackich wsi oddaje po polskiej stronie Pomorza ekspozycja muzealna skansenu w Klukach, gdzie wiernie odtworzono przydomowe ogródki, przyzagrodowe piece chlebowe, oraz wybieg dla pasących się zwierząt hodowlanych. Ożywieniu przeszłości służą imprezy promujące tradycyjną kuchnię regionalną. W  zagrodach na wolnym powietrzu pasą się jak dawniej owce, kozy i gęsi odsłaniając autentyczność gospodarstw Słowińców żyjących tu do 1950 roku.
Po niemieckiej stronie w Tribsees, Muzeum Regionalne z ekspozycją historii upraw ziemniaka na Pomorzu.
Obecnie na wsiach polskiego Pomorza można nabyć naturalne produkty, a w gospodach żurek i tradycyjne nalewki.
Dostępne są również pierogi, które wraz z wysiedlanymi z Kresów Polakami i południowej Polski Łemkami dotarły na historyczne ziemie Słowińców i Kaszubów. Pod wpływem kuchni kresowej do współczesnej regionalnej kuchni trafiły potrawy z kaszy gryczanej oraz pierogi podawane z kwaśnym mlekiem.
Współczesne lokale gastronomiczne coraz częściej serwują pomorską kuchnię regionalną. Przewodniki po kąpieliskach z początku XX wieku wymieniają Kołobrzeg, Ustkę i Sopot jako typowe dla tej kuchni.  Po latach powraca na pomorskie stoły również gęsina, pochodząca z małych stad hodowlanych. Serwowana na św. Marcina w postaci gęsiego smalcu, brukwianki, wędzonych półgęsek, pieczona z jabłkami oraz czernina z kaczki i gęsi.

## Tradycyjne dania kuchni pomorskiej
- kiszka szwedzka,
- półgęsek,
- śledź marynowany Bismarck,
- Rote Grütze („czerwona kaszka”)
- brukwianka – zupa z brukwi żółtej na gęsiej wędzonce,
- racuchy (Ruchańce)
- Klitundplumen – zupa śliwkowa z kluskami,
- zupa fasolowa na słodko-kwaśno,
- krupnik,
- kartoflanka,
- czernina,
- zupa piwna[6]